# Civil-Military Cooperation Centre of Excellence
Das Civil-Military Cooperation Centre of Excellence (CCOE; deutsch Kompetenzzentrum für Zivil-militärische Zusammenarbeit) ist eine internationale militärische Organisation, die aufgestellt wurde, um die Transformation der NATO zu unterstützen. Als Teil des NATO COE Programms wurde das CCOE im Jahr 2001 ursprünglich in Enschede aufgestellt.

## CIMIC
Civil-Military Cooperation (CIMIC) bezeichnet die Zusammenarbeit von militärischen und zivilen Akteuren in Einsatzgebieten, welcher nach Ende des Kalten Krieges zunehmend Bedeutung zukommt. Innerhalb Deutschlands wird von Amtshilfe im Rahmen der Zivil-militärischen Zusammenarbeit gesprochen.

## NATO-COE Programm
Centres of Excellence (COE) der NATO sind, in Einzelfällen national, sonst multinational getragene bzw. finanzierte Dienststellen mit dem Rechtsstatus einer Internationalen Militärischen Organisation (Grundlage: Pariser Protokoll von 1952). Zweck dieser COE ist die Unterstützung der Transformation der NATO. Sie sind dem Allied Command Transformation (ACT) zugeordnet, jedoch nicht Teil der NATO-Kommandostruktur. Ihre Arbeitspakete werden mit dem ACT koordiniert und richten sich nach den Verfahren und Richtlinien der NATO. Ein COE arbeitet auf mindestens drei der folgenden Felder (COE Pillars):
- Doktrinentwicklung und Standardisierung
- Konzeptentwicklung und Erprobung
- Auswertung und Erkenntnisumsetzung
- Ausbildung und Übungen

## Auftrag und Aufgaben
Der Auftrag des CCOE ist es, Fachexpertise im Kompetenzbereich von CIMIC für die NATO sowie für die am CCOE beteiligten Nationen streitkräftegemeinsam und multinational bereitzustellen, um die Weiterentwicklung und Standardisierung militärischer Fähigkeiten voranzutreiben.

## Arbeitsumfeld
Der besondere Status der NATO COEs als Internationale Militärische Organisationen und ihr Charakter als Think Tank in ihrem speziellen Kompetenzbereich erfordern eine interdisziplinäre Ausrichtung, nicht nur den engen Bezug zu den Streitkräften, sondern auch zu anderen Regierungs- und Nichtregierungsorganisationen, zur Wissenschaft und zur Wirtschaft. Das Pendant in Deutschland ist das Kommando Zivil-Militärische Zusammenarbeit (KdoZMZBw).
Des Weiteren arbeitet das CCOE mit einer Reihe akademischer Institutionen wie beispielsweise der Helmut-Schmidt-Universität/Universität der Bundeswehr Hamburg (HSU) zusammen.

## Struktur
Die Führung des CCOE liegt beim Directorate. Des Weiteren plant und koordiniert es weltweit den Instructor-Support zur Unterstützung der Kurse am CCOE. Die Konzept-, Interoperabilitäts- und Kapazitäts-Abteilung (CIC) führt Studien sowie Analysen durch um die Entwicklung voranzutreiben. Die Trainings und Ausbildungsabteilung (T&E) führt die Ausbildung im Rahmen von Kursen durch. Die Supportabteilung (SPT) unterstützt die anderen Abteilungen.

## Leitung
Seit dem 22. Juni 2022 wird das Zentrum vom deutschen Oberst Andreas Eckel geführt. Stellvertreter ist seit dem 1. Oktober 2022 der niederländische Oberst Henk Paape. Zuvor wurde das Zentrum vom niederländischen Oberst Frank van Boxmeer und seinem deutschen Stellvertreter Oberst Joachim Miller geführt.